# Suzuki Baleno
La Suzuki Baleno è un'autovettura della casa automobilistica giapponese Suzuki, prodotta dal 1995 al 2007. È stata venduta su vari mercati anche come Suzuki Esteem e prodotta, oltre che venduta, in India come Maruti Baleno.
È l'auto del personaggio immaginario Saul Goodman nell'universo di Better Call Saul.

## Profilo e contesto

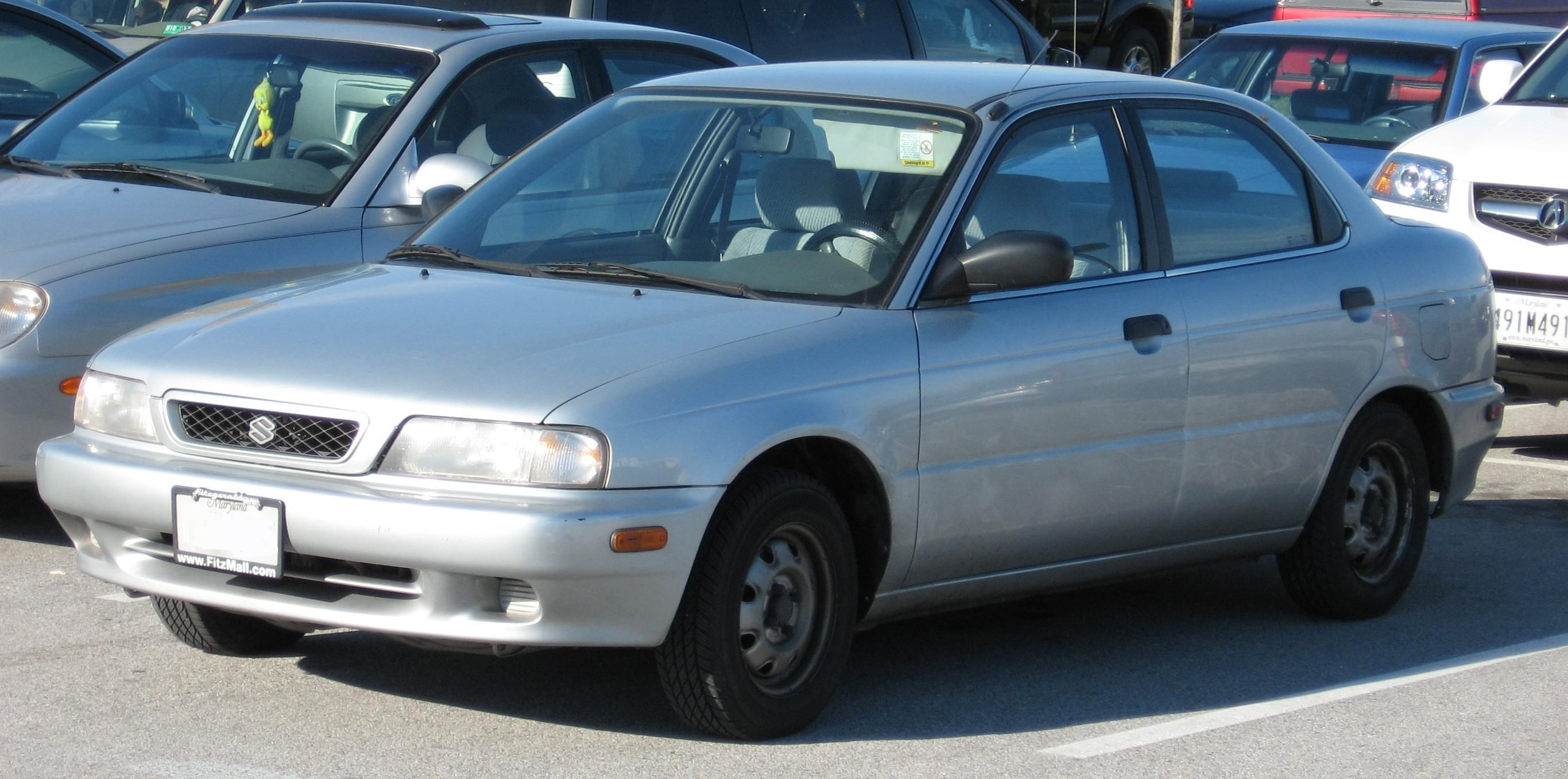
La Esteem berlina in Nord America

Si tratta di una berlina disponibile sia a 3 che a 4 porte, nonché nella versione station wagon a 5 porte. Nel 1998 è stata sottoposta al crash test dell'Euro NCAP totalizzando il punteggio di solo 1 stella e mezza, dovuto anche al fatto che l'auto non era munita di airbag.
Sui mercati europei e Nordamericani è stata sostituita nel 2001 dalla Suzuki Liana proseguendo però la produzione sui mercati asiatici fino al 2007.
Nel 2015 il nome è stato ripreso per la nuova utilitaria presentata al Salone dell'automobile di Francoforte.